# Elvir Laković
Elvir Laković (Goražde, 15 maart 1969), ook bekend als Laka is een Bosnische zanger.

## Biografie
Laković werd in 1969 geboren in het toenmalige Joegoslavië als zoon van een advocaat. Hij was als kind deel van een muziekschool en leerde daar gitaar spelen, maar na een tijdje verliet hij de school vanwege het feit dat hij het niet eens was met de manier van lesgeven. Daarna probeerde hij medicijnen te studeren aan de universiteit in Niš, wat nu deel van Servië is. Tijdens de Bosnische Burgeroorlog tussen 1993 en 1995 werd hij opgeroepen om te vechten voor het Bosnische leger.
In 1998 begon Elvir Laković zijn muzikale carrière. Onder het pseudoniem Laka bracht hij dat jaar de single Malo sam se razočar'o, wat een redelijk succes werd in zijn thuisland. Dat deed hem officieel besluiten om een carrière in de muziek in Bosnië en Herzegovina te beginnen. Hij bracht toen drie nieuwe liedjes uit en zijn populariteit werd alsmaar groter.
In 2004 probeerde hij in de Verenigde Staten een band te beginnen en zo ook daar door te breken. Dit lukte echter niet en zo verhuisde Laković in 2006 terug naar Bosnië en Herzegovina. Daar bracht hij een jaar later zijn debuutalbum Zec uit.

### Eurovisiesongfestival
Laka werd geselecteerd via de Bosnische selectiemethode BH Eurosong. Op 2 maart 2008 werd bekendgemaakt dat Laka met het nummer Pokušaj het land mocht vertegenwoordigen in Belgrado. In de halve finale werd de act negende waardoor het door mocht naar de finale. De act viel echter wel op: Laka's zus Mirela speelde hierin ook een grote rol, zij viel op door haar "ontplofte" haardos en haar appeljurk, verder zong zij grote gedeelten van het liedje. Laka, die in het begin van de act in een wasmand zat, droeg ook geen onopvallende kleding. Verder bevatte de act nog een waslijn en vier breiende achtergrondzangeressen gekleed in trouwjurk. Laka werd uiteindelijk tiende met 110 punten.
Laka gaf in 2009 en 2012 de punten uit Bosnië en Herzegovina tijdens het Eurovisiesongfestival.
1993: Fazla · 
1994: Alma & Dejan · 
1995: Davor Popović · 
1996: Amila Glamočak · 
1997: Alma Čardžić · 
1999: Dino & Béatrice · 
2001: Nino Pršeš · 
2002: Maja Tatić · 
2003: Mija Martina · 
2004: Deen · 
2005: Feminnem · 
2006: Hari Mata Hari · 
2007: Marija Šestić · 
2008: Laka · 
2009: Regina · 
2010: Vukašin Brajić · 
2011: Dino Merlin · 
2012: Maya Sar · 
2016: Dalal & Deen feat. Ana Rucner & Jala